# ۳ جمادی‌الاول
۳ جمادی‌الاول، سومین روز از ماه جمادی‌الاول در تقویم هجری قمری است.
در تقویم هجری قمری قراردادی این روز صد و بیست و یکمین روز سال است.

## درگذشتگان
- ۸۰۸ - کمال‌الدین دمیری، محدث، عالِم قرآن، فقیه، زبان‌شناس، ادیب و جانورشناس مصری.
- ۱۴۱۶ - حسن صافی اصفهانی فقیه شیعه